# Atlanti fal
Az atlanti fal egy hatalmas, a második világháború idején: 1942 és 1944 között épített védvonal volt, amely Finnországtól és Norvégiától Dánián, Hollandián, Belgiumon, a Csatorna-szigeteken keresztül egészen Franciaországig és Spanyolországig húzódott, és bár leltár nem készült róla, de a szakértői becslések szerint szétszórtan Európa nyugati partvonala mentén mintegy 8119 bunkerből és erődített őrházból állt. A kiépített védvonal a tervek szerint arra szolgált, hogy a szövetségesek támadását még a tengerparton hiúsítsa meg. Az atlanti fal is szerepet játszott abban, hogy a szövetségeseknek Normandia partjainál hatalmas veszteségeket kellett elszenvedniük.

## Története
E a hatalmas erődrendszer tervezője Hitler közvetlen munkatársa Fritz Todt volt, aki rohamosztagosból főépítésszé az 1930-as években vált. Az ő nevéhez fűződik a németországi autópályák építése is, amelyeket tervezőjük a háború után Franciaországon keresztül egészen Spanyolországig szeretett volna elvezetni. Todt képes volt rendkívül rövid idő alatt összetett problémákat is megoldani, ezért Hitler előtt nagy tiszteletet élvezett A Todt-szervezet tizenötezer, különféle formájú és méretű tengerparti bunkert tervezett az atlanti part legsebezhetőbb pontjain, az építést azonban a szövetségesek 1944. júniusi partraszállása félbeszakította.
Az egykori védvonalrendszer építményei közül a helyi hatóságok időközben több száz építményt leromboltak, hogy helyükre például parkolókat húzzanak fel. Közülük egyet például a La Manche csatornán átvezető alagút építésekor temették be, több összedőlt, és több pedig a terjeszkedő tengerbe süllyedt.

## Az atlanti fal utóélete
A fal maradványainak megmaradásáról vagy elpusztításáról máig nagy viták folynak. Az Európai Bizottság néhány évvel ezelőtt 100 ezer eurót adott az atlanti falat bemutató virtuális múzeum felállítására. A fő szervezőnek, Gennaro Postiglione, a milánói Műszaki Egyetem építészeti tanszékének professzorának véleménye, hogy a bunkerekkel eddig senki sem törődött, mert az emberek "túl ijesztőnek tartották, és ki akarták törölni az emlékezetükből." Gennaro Postiglione szerint pedig sokkal egészségesebb lenne szembenézni a múlttal.
Több szakértő is az építmény megőrzése mellett érvel. A Belgiumban élő Sébastien Devière például nagyrészt arra áldozza szabad idejét, hogy megvédje az atlanti falat, és egyre több információt gyűjtsön össze róla Le Mur de l'Atlantique című honlapján: "Sajnálatos, hogy sokan nemkívánatosnak, a táj szégyenfoltjainak tekintik a bunkereket. Pedig a 20. század katonai örökségének részei. Ha így megy tovább, 20-30 év múlva semmi sem marad belőlük. Csak fényképek." A többség azonban megtanult együtt élni velük, mivel a lebontásuk hatalmas költségekkel járna.
A fennmaradt fal legnagyobb építményei – 6 német tengeralattjáró-javító bázis – 4,5 méter vastagságú vasbetonból készült, és két futballpálya méretű területet foglal el. A bordeaux-i tengeralattjáró-támaszpont pedig egy népszerű áruház mellett található. Egy helyi művész azt javasolta, hogy kúszónövényekkel rejtsék el az építményt. "Ha felrobbantanánk, a fél város vele pusztulna." A városatyák azonban javaslatát azonnal elutasították, arra hivatkozva, hogy az nem eléggé ambiciózus.

## Galéria

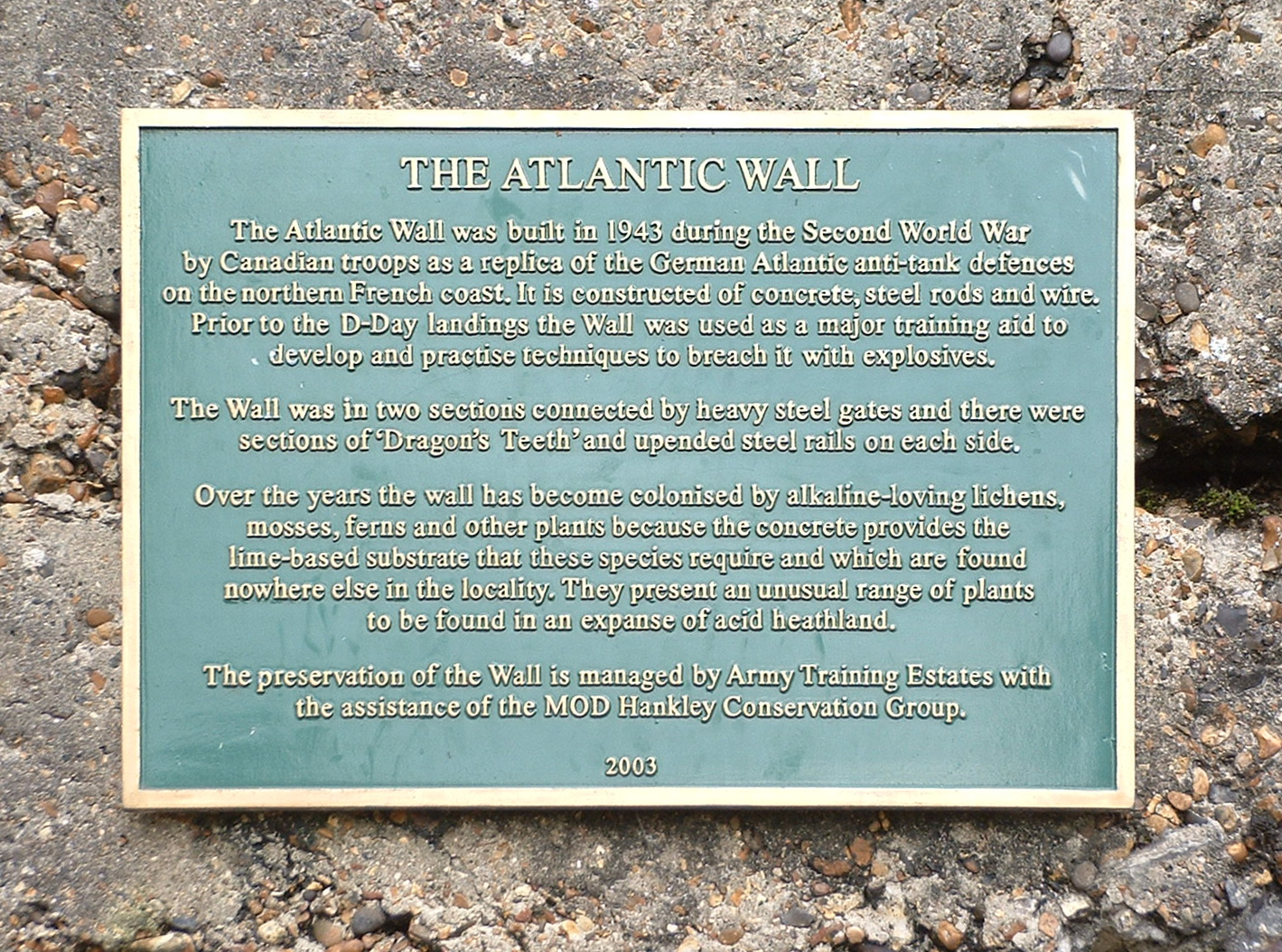
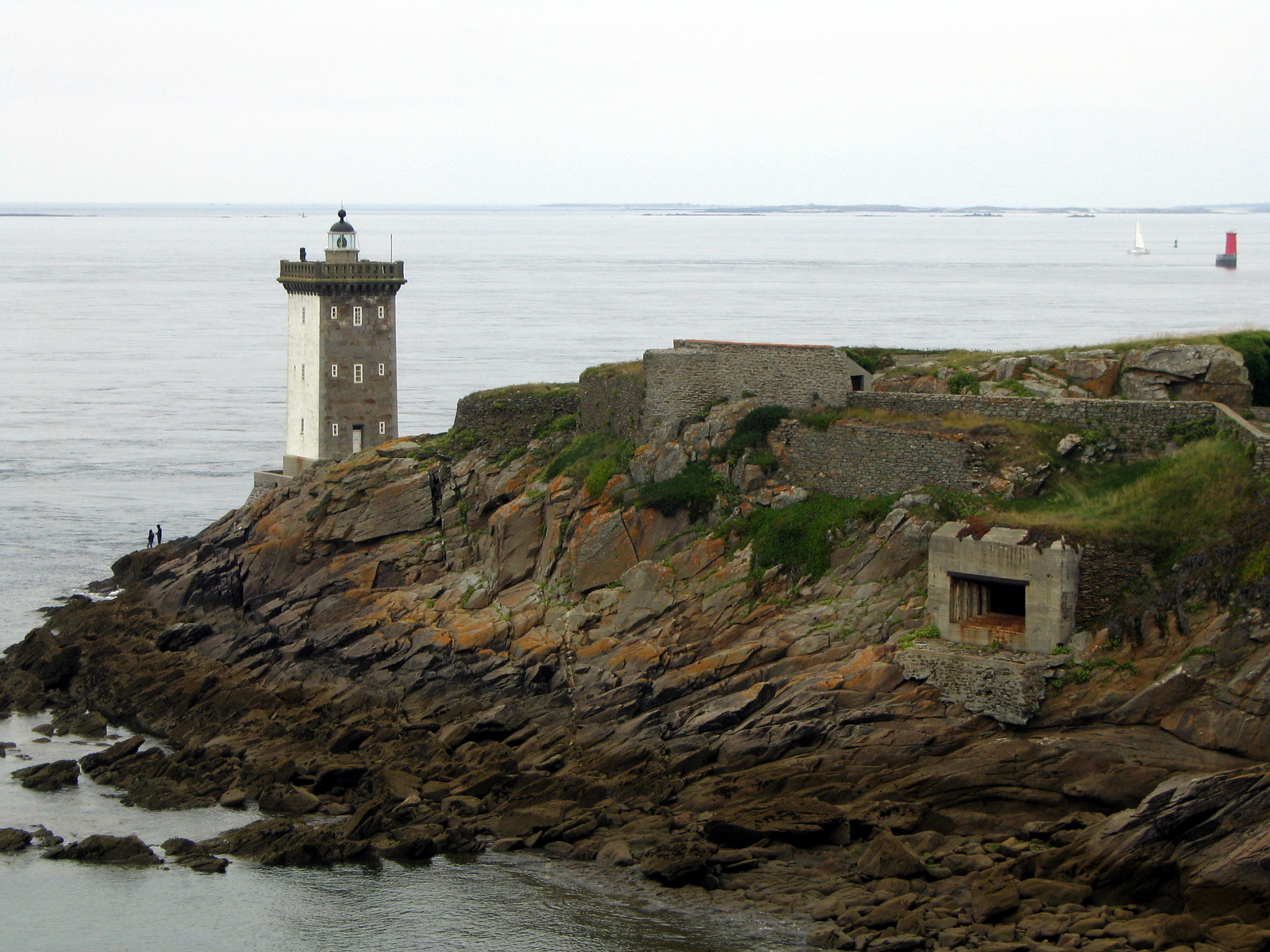
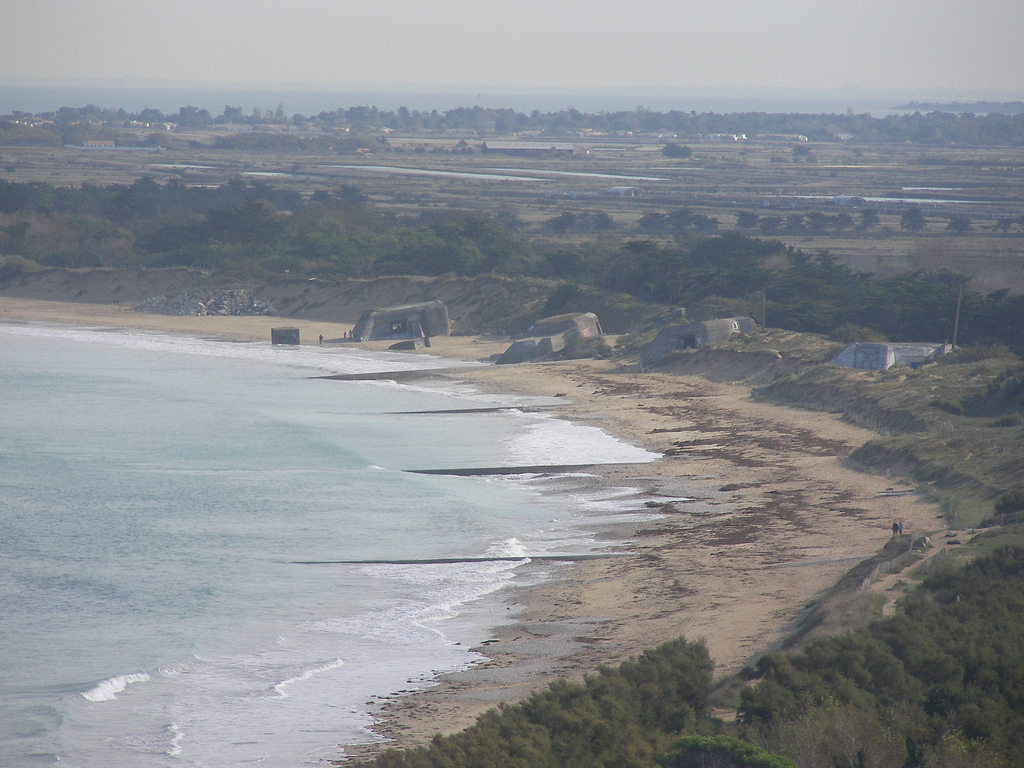
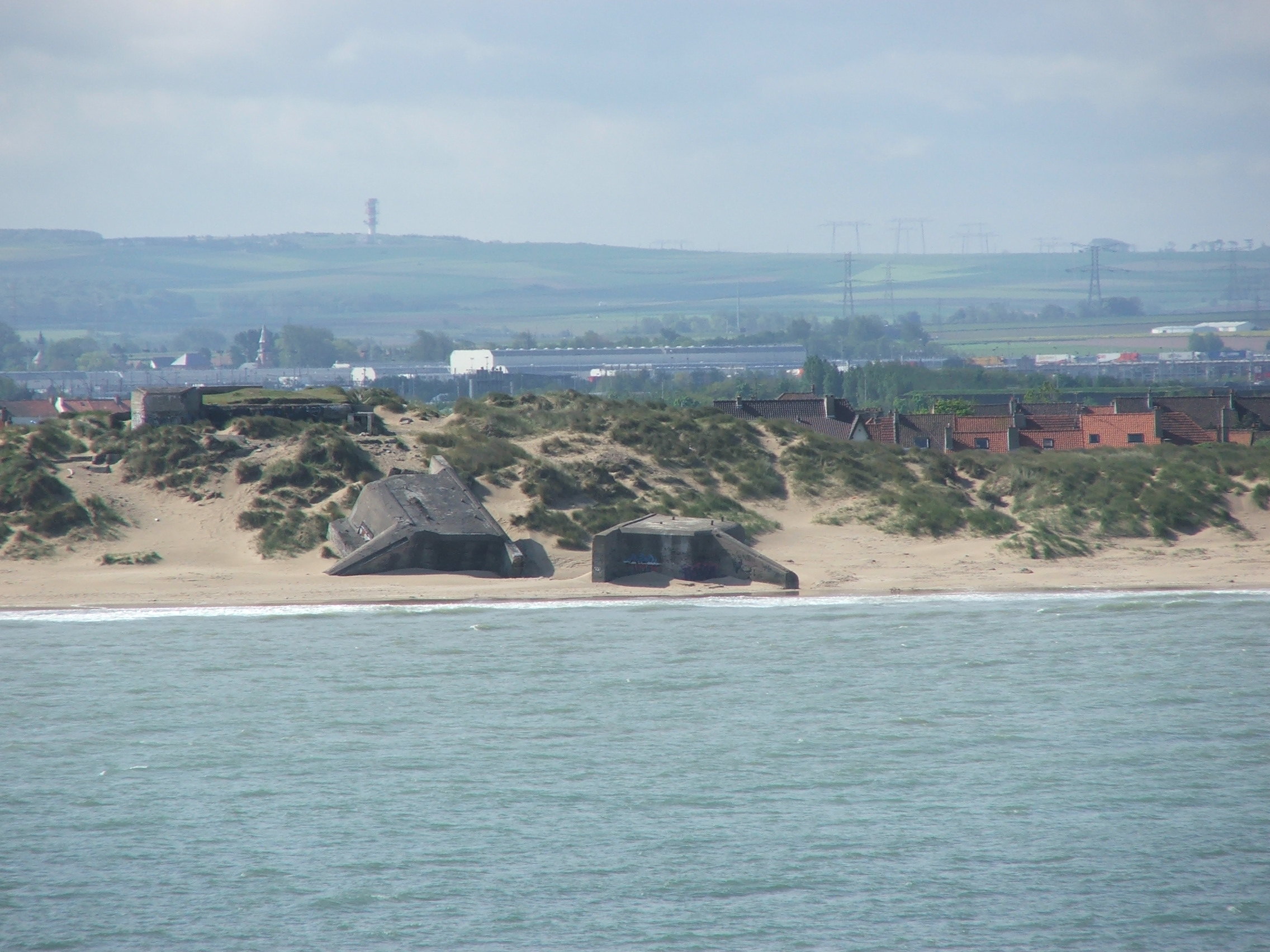
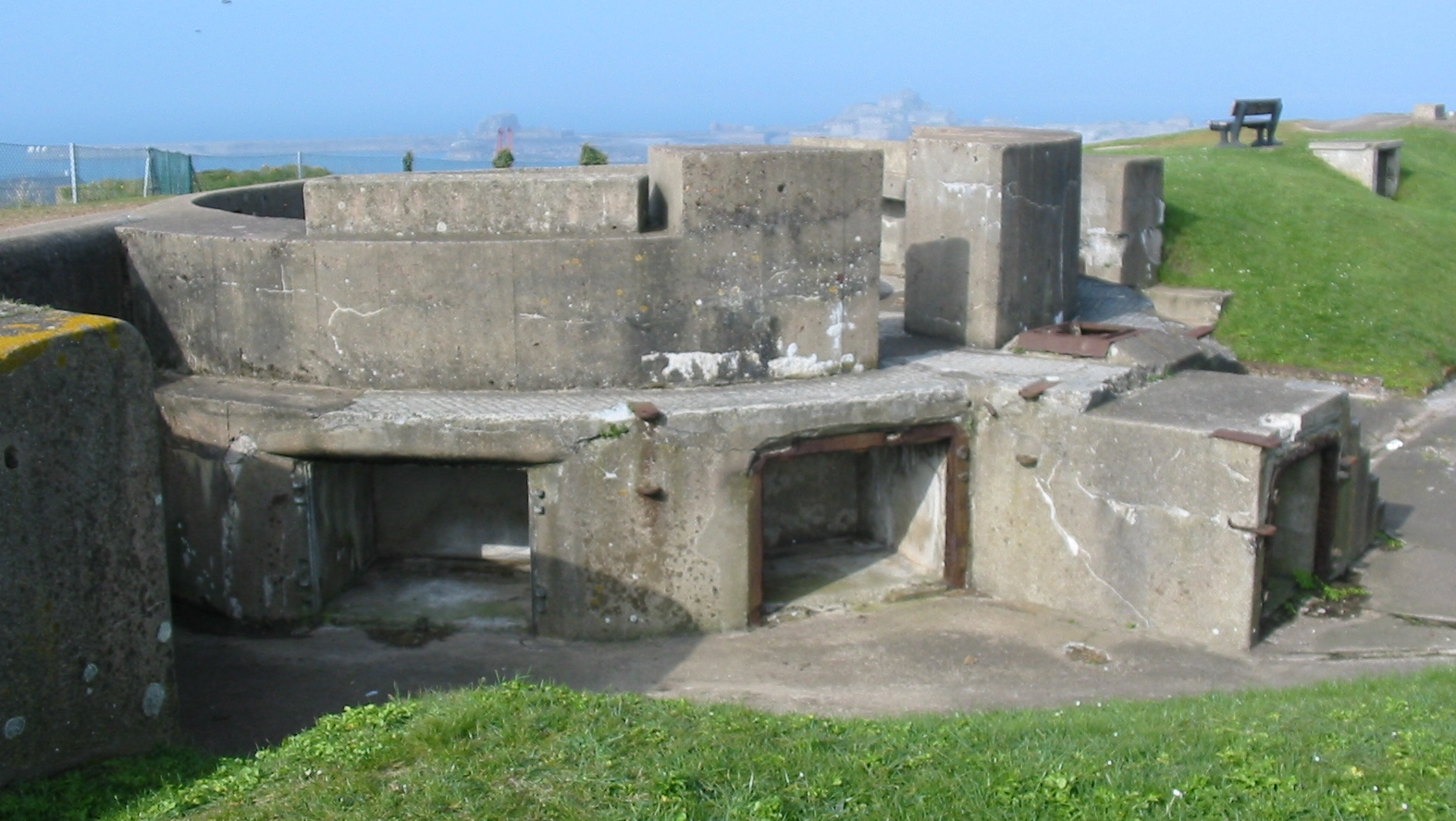
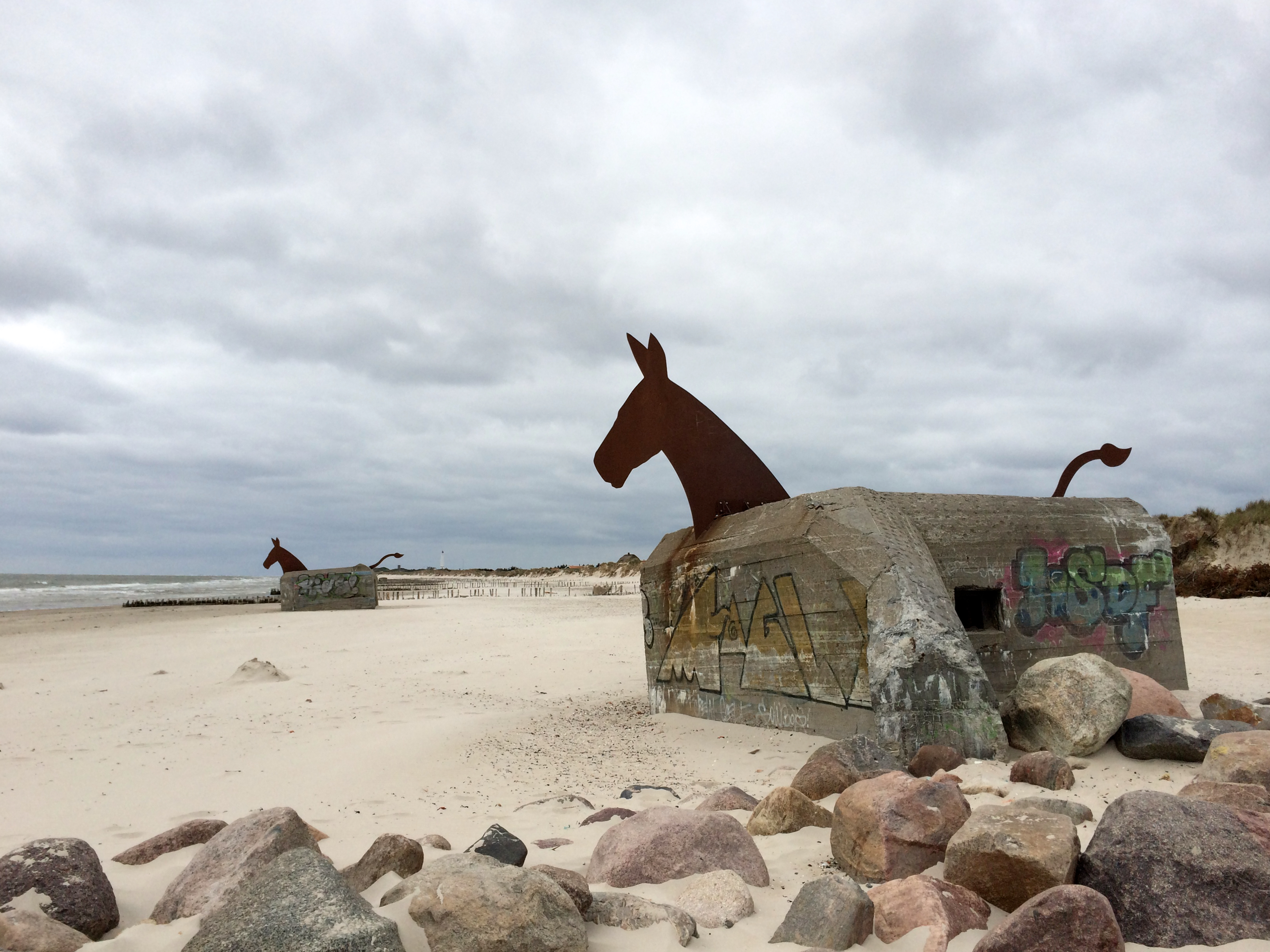
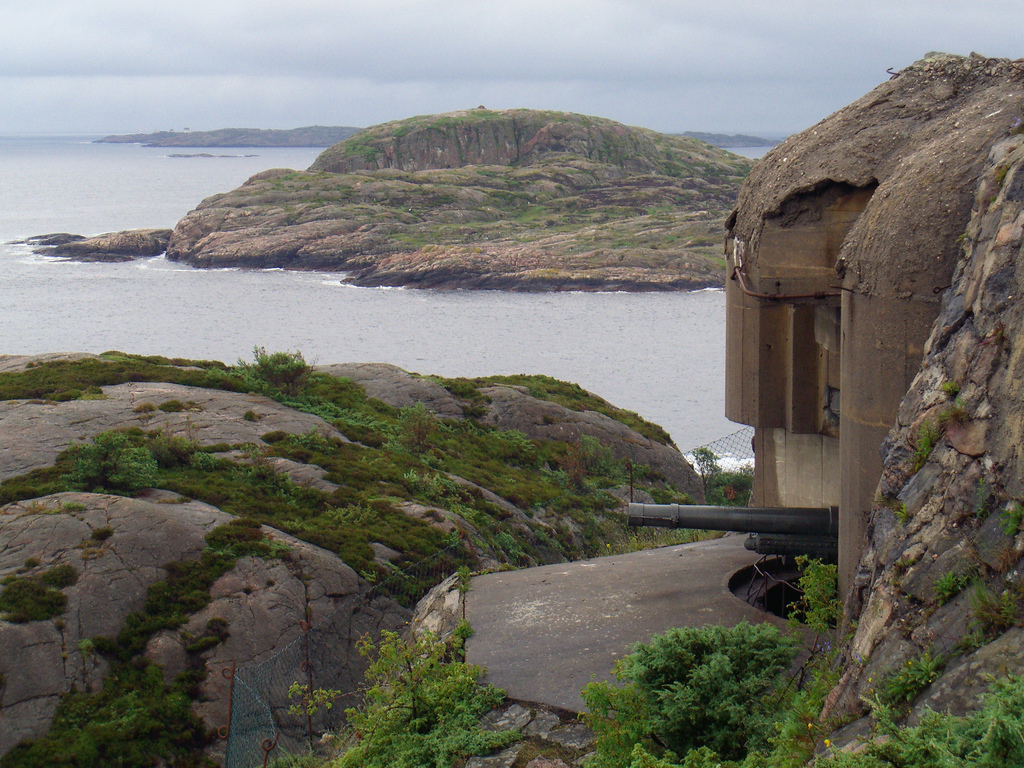
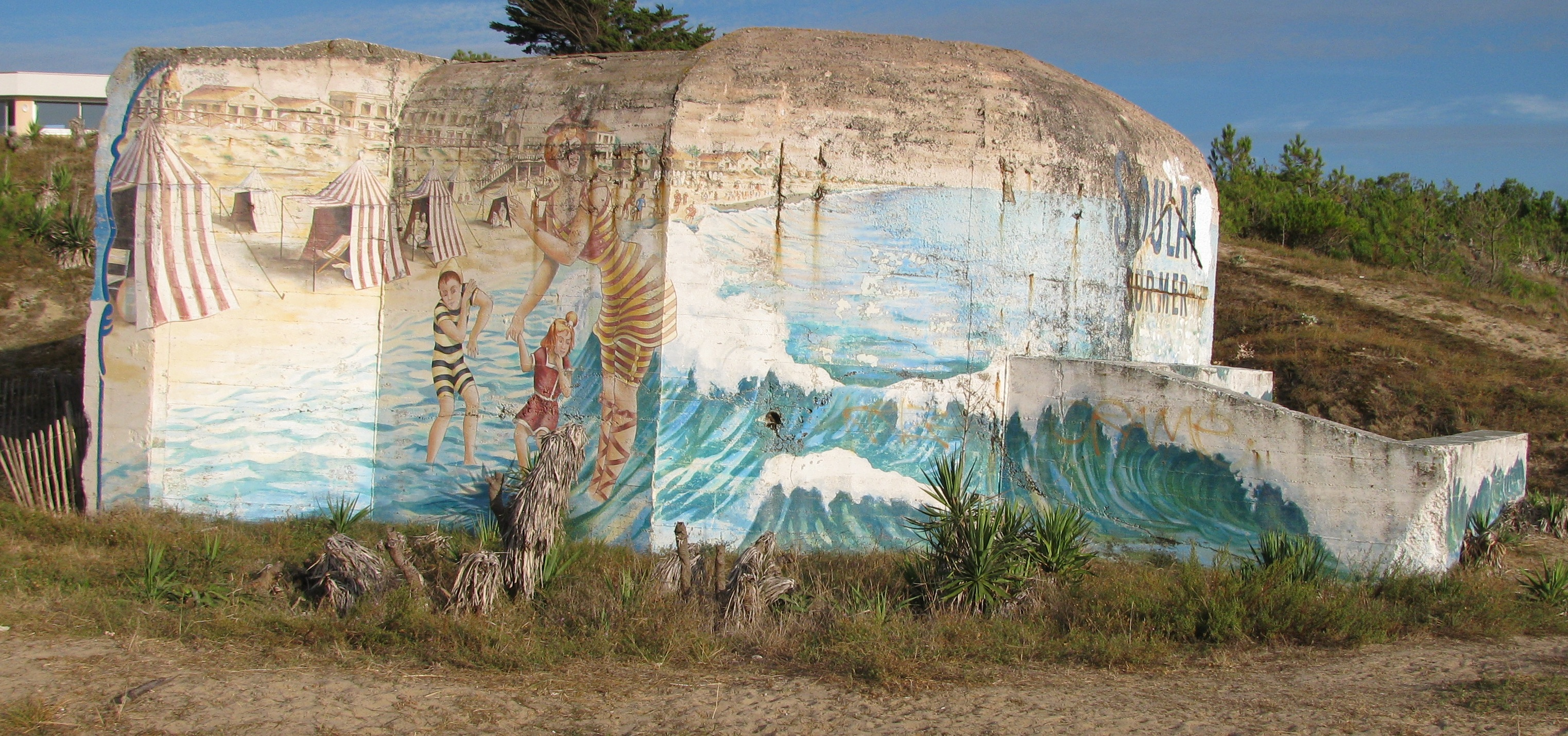
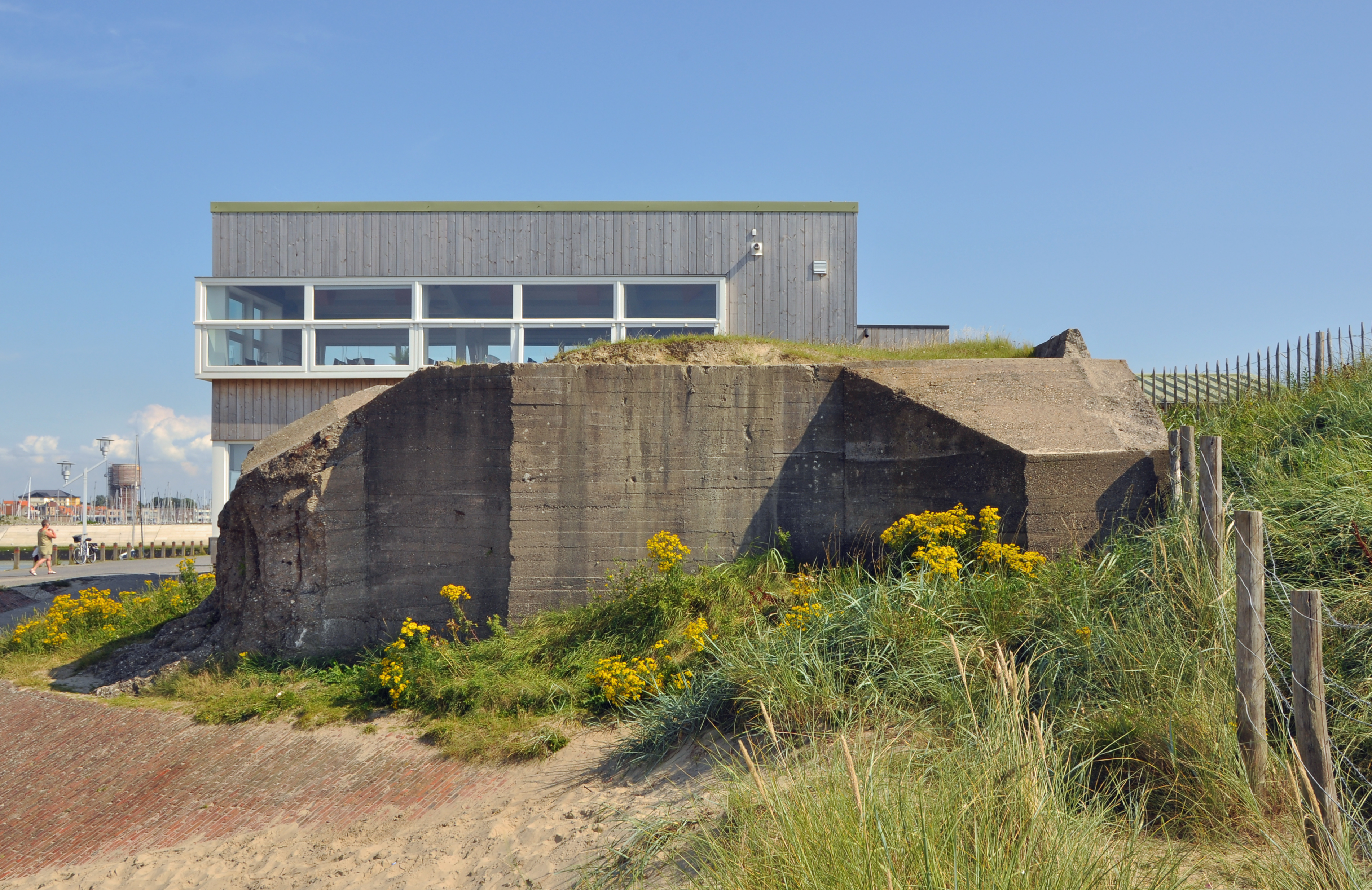
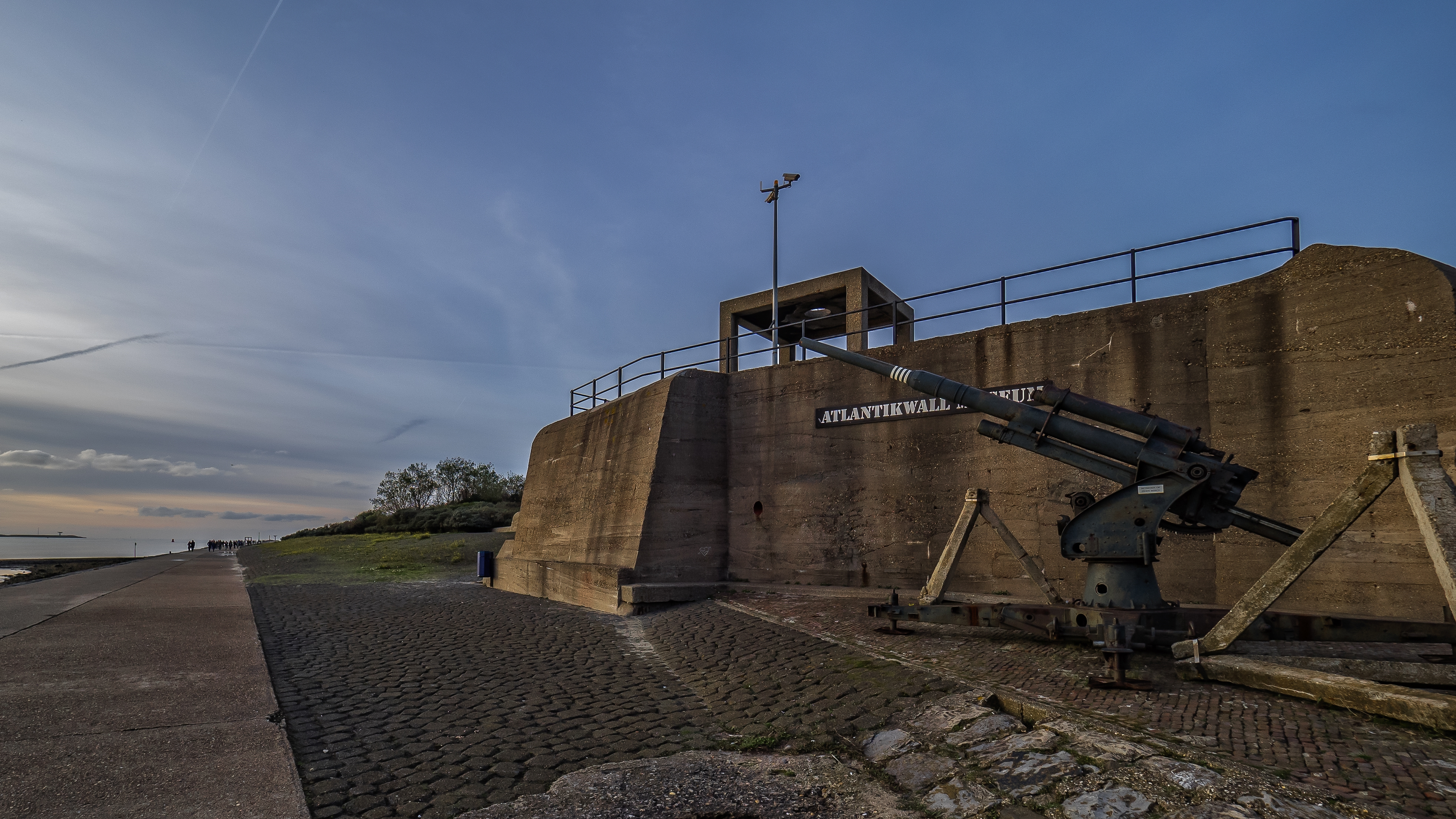